# Agrilus otiosus
Agrilus otiosus är en skalbaggsart som beskrevs av Thomas Say 1833. Agrilus otiosus ingår i släktet Agrilus och familjen praktbaggar. Inga underarter finns listade i Catalogue of Life.